# Сајида (покрајина)
Сајида (арап. ولاية سعيدة), једна је од 48 покрајина у Народној Демократској Републици Алжир. Покрајина се налази у северозападном делу земље у појасу између Малог и Сахарског планинског венца Атласа.
Покрајина Сајида покрива укупну површину од 6.764 km² и има 328.685 становника (подаци из 2008. године). Највећи град и административни центар покрајине је град Сајида.